# Elizabeth Reaser
Elizabeth Ann Reaser (Bloomfield,  Míchigan; 2 de julio de 1975) es una actriz estadounidense. Ha participado en series como The Ex List, True Detective y Saved. En la gran pantalla interpretó a Esme Cullen en la Saga Crepúsculo.

## Biografía
Reaser nació en Bloomfield, Míchigan, un suburbio de Detroit pero creció en las zonas rurales de Milford, Míchigan. Es hija de Karen Davidson (nacida Weidman) y John Reaser. Elizabeth fue la segunda de tres hermanas. Su padrastro era el empresario multimillonario William Davidson, dueño de Detroit Pistons.
Reaser asistió a la Academia del Sagrado Corazón en Bloomfield Hills. Después de la escuela secundaria, asistió a la Universidad de Oakland en Rochester Hills por un año pero poco después abandonaría para ingresar en la Juilliard School of Drama, donde se licenciaría en Bellas Artes (1999).

## Carrera
Reaser apareció en una producción teatral de Londres con una audiencia de dos personas.
Se preparó para su papel en Saved (2006) pasando tiempo en una sala de emergencia, observando el comportamiento del personal médico.

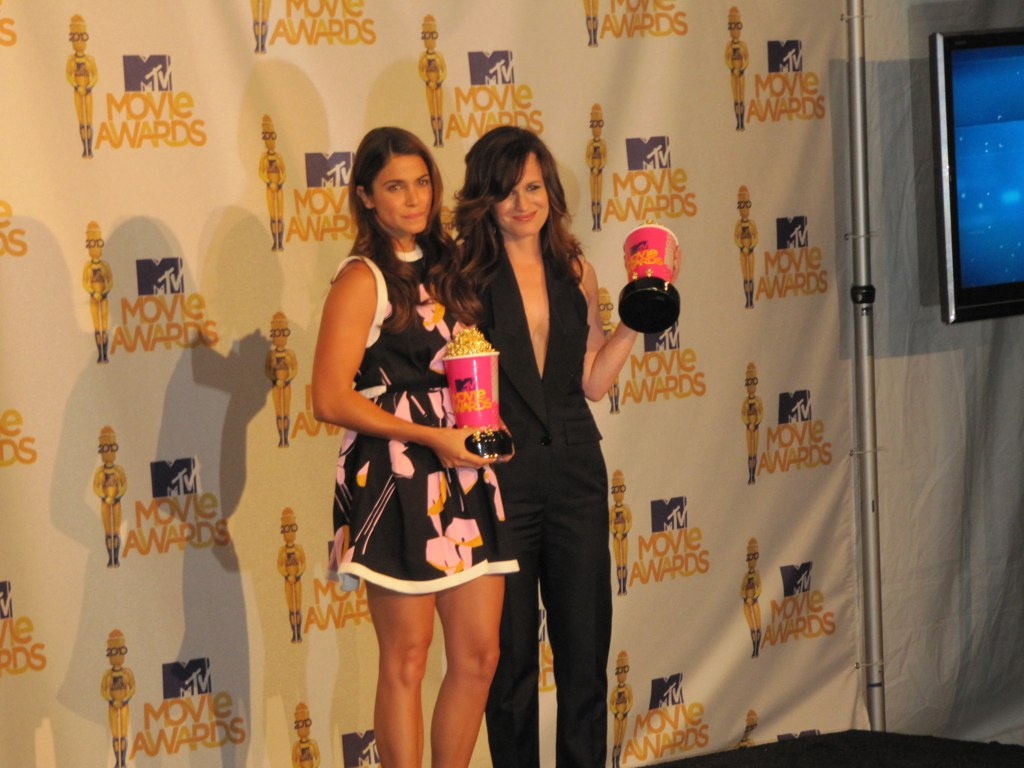
Nikki Reed y Elizabeth Reaser en los premios MTV Movie Awards 2010

 Por su trabajo en la película Sweet Land
añadiéndole que también participó en varias temporadas de greys , siendo la pareja de Alex; quien este le salvó la vida en un accidente  *capítulo 17 T:3*
'La tierra dulce) ganó el "Premio del Jurado" en el Newport Beach Film Festival y una nominación al Independent Spirit Award "Mejor Actriz" de adjudicación. Reaser obtuvo una nominación al premio Emmy como Actriz Invitada Sobresaliente en una serie de drama por su aparición como invitado recurrente a lo largo de 2007, sobre la serie de televisión Anatomía de Grey.
En 2008 participó en la serie Todos mis novios con el papel de Bella Bloom una joven que ha conocido al amor de su vida y antes de un año tiene que casarse con él.
En 2008 participó en la Saga Twilight con el papel de Esme Cullen, saga basada en las novelas de Stephenie Meyer. Desempeño este personaje en las siguientes entregas de la saga. El papel de Esme Cullen le ha permitido ganarse la fama y el reconocimiento a nivel mundial.
Reaser apareció en el drama legal de la CBS, The Good Wife en octubre de 2010.

## Filmografía

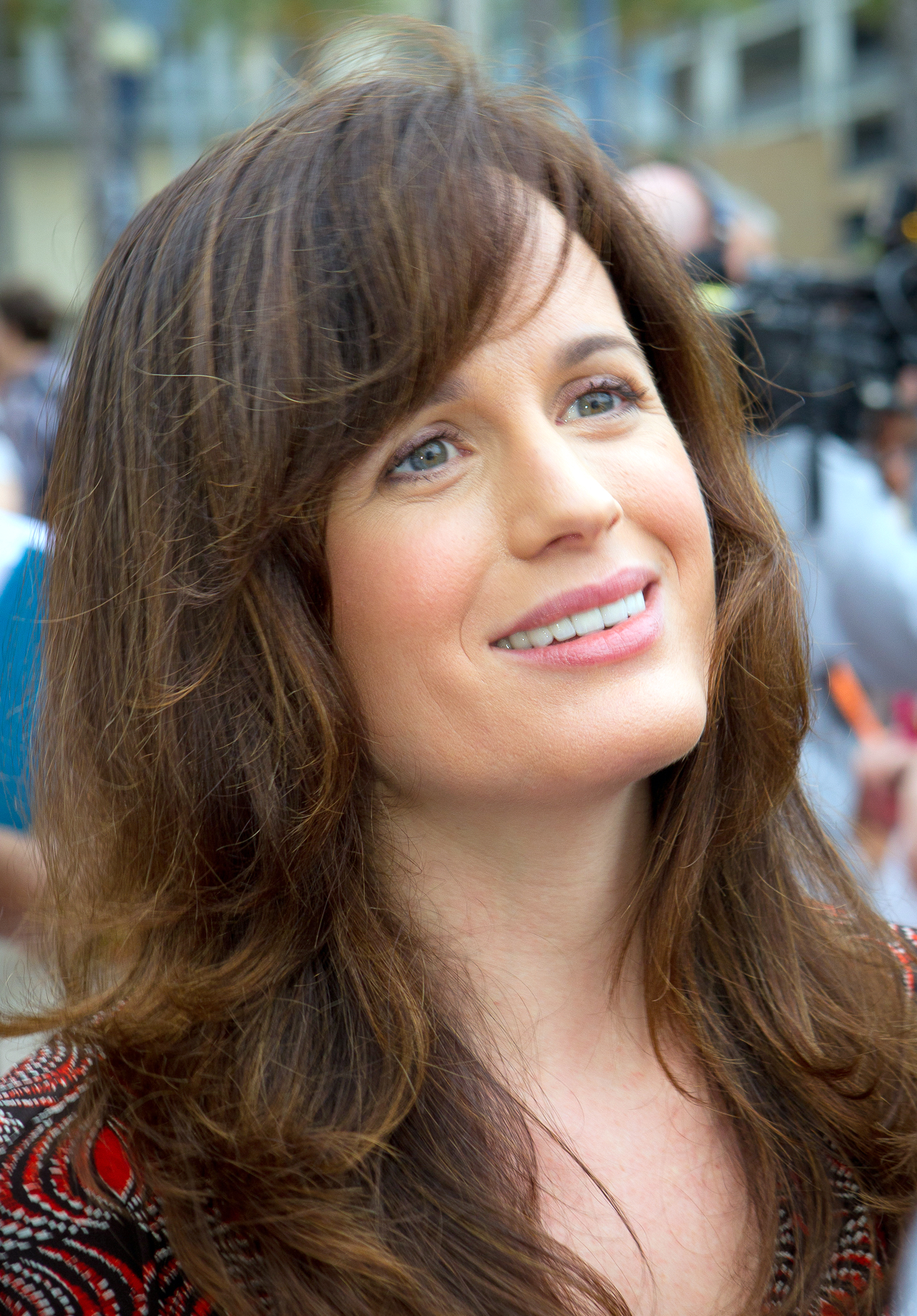
Elizabeth Reaser en la Comic-Con 2011

| Año         | Título                                    | Papel                                | Notas                              |
| ----------- | ----------------------------------------- | ------------------------------------ | ---------------------------------- |
| 1998        | Sports Theater with Shaquille O'Neal      | Molly                                | Serie de televisión                |
| 2000        | Los Soprano                               | Stace                                | Serie de televisión                |
| 2001        | El creyente                               | Miriam                               |                                    |
| 2001        | Vidas contadas                            | Joven Mujer                          |                                    |
| 2002        | Los últimos días de Emmett Young          | Alison Holmes                        |                                    |
| 2002-2006   | Ley y orden: Acción criminal              | Jillian Slaughter / Serena Whitfield | Serie de televisión                |
| 2004        | Hack                                      | Elaine Jones                         | Serie de televisión                |
| 2004        | Mind the Gap                              | Malissa Zubach                       |                                    |
| 2004        | The Jury                                  | Rachel Byrnes                        | Serie de televisión                |
| 2004        | Tránsito (Stay)                           | Athena                               |                                    |
| 2004        | Sweet Land                                | Joven Inge                           |                                    |
| 2005        | La joya de la familia                     | Susannah Stone Trousdale             |                                    |
| 2006        | Shut Up and Sing                          | Julep                                |                                    |
| 2006        | Puccini para principiantes                | Allegra                              |                                    |
| 2006        | Saved                                     | Alice Alden, M.D.                    | Serie de televisión                |
| 2006        | Standoff: los negociadores                | Anya Reed                            | Serie de televisión                |
| 2007        | Purple Violets                            | Bernadette                           |                                    |
| 2007- 2008  | Anatomía de Grey                          | Jane Doe/Rebecca Pope/Ava            | Serie de televisión                |
| 2008        | Wainy Days                                | Annie                                | Serie de televisión corta          |
| 2008        | Crepúsculo                                | Esme Cullen                          |                                    |
| 2008 - 2011 | Todos mis novios                          | Bella Bloom                          | Serie de televisión                |
| 2009        | A contracorriente                         | Liz Clark                            |                                    |
| 2009        | The Twilight Saga: New Moon               | Esme Cullen                          |                                    |
| 2010        | The Twilight Saga: Eclipse                | Esme Cullen                          |                                    |
| 2010- 2011  | The Good Wife                             | Tammy Linnata                        | Segunda temporada, siete episodios |
| 2011        | The Art of Getting By                     | Charlotte Howe                       |                                    |
| 2011        | The Twilight Saga: Breaking Dawn - Part 1 | Esme Cullen                          |                                    |
| 2011        | Young Adult                               | Beth Slade                           |                                    |
| 2012        | Liberal Arts                              | Ana                                  |                                    |
| 2012        | The Twilight Saga: Breaking Dawn - Part 2 | Esme Cullen                          |                                    |
| 2014        | Bonnie & Clyde                            | P.J. lane                            | Miniserie The History Channel      |
| 2015        | Mad Men                                   | Diana Baur, The Waitress             | Serie de televisión                |
| 2015        | One & Two                                 | Elizabeth                            |                                    |
| 2016        | Hello, My Name Is Doris                   |                                      |                                    |
| 2016        | Ouija: El origen del mal                  | Alice Zander                         |                                    |
| 2018        | The Haunting of Hill House                | Shirley Crain                        | Serie de TV                        |

## Premios y nominaciones
| Año  | Premio                                   | Categoría                                                                                                   | Título de la obra | Resultado |
| ---- | ---------------------------------------- | --- | ----------------- | --------- |
| 2006 | Newport Beach Film Festival              | Jurado del Premio de Mejor Actriz (largometraje)                                                            | Sweet Land        | Ganadora  |
| 2007 | Independent Spirit Award                 | Mejor Actriz                                                                                                | Sweet Land        | Ganadora  |
| 2007 | Primetime Emmy                           | Actriz Invitada Sobresaliente en una Serie Dramática                                                        | Anatomía de Grey  | Nominada  |
| 2009 | Prism Award                              | Mejor Actuación en un Drama Argumento Multi-Episodio                                                        | Anatomía de Grey  | Nominada  |
| 2012 | Palm Springs International Film Festival | Chairman's Vanguard Award (Compartido con: Charlize Theron, Collette Wolfe, Patrick Wilson y Patton Oswalt) | Young Adult       | Ganadora  |

### Premio del Sindicato de Actores
| Año  | Categoría | Título           | Resultado |
| ---- | --- | ---------------- | --------- |
| 2008 | Mejor Interpretación de un Reparto en una Serie Dramática (Compartido con: Justin Chambers, Eric Dane, Patrick Dempsey, Katherine Heigl, T.R. Knight, Chyler Leigh, Sandra Oh, James Pickens Jr., Ellen Pompeo, Sara Ramírez, Brooke Smith, Kate Walsh, Isaiah Washington y Chandra Wilson) | Anatomía de Grey | Nominada  |